# Kaletinac
Kaletinac (cyr. Калетинац) – wieś w Serbii, w okręgu niszawskim, w gminie Gadžin Han. W 2011 roku liczyła 60 mieszkańców.